# Frederik Gerardus Hanken
Frederik Gerardus Hanken (Rotterdam, 20 juni 1848 - aldaar, 28 april 1930) was een Nederlands hoofdagent van het Nieuwe Afrikaansche Handels-Vennootschap (NAHV) te Cabinda, Angola, en later agent van de Koninklijke West-Indische Maildienst in Suriname. Hij legde een belangrijke etnografische collectie aan.
Hanken werd geboren in Rotterdam als zoon van Gerd Hanken (Wiefelstede, 1784 - Rotterdam, 1863) en Catharina Elizabeth Smit (Rotterdam, 1842 – aldaar, 1872). Na zijn opleiding werd hij in 1874 gecontracteerd door het Afrikaansche Handelsvereeniging (later Nieuwe Afrikaansche Handels-Vennootschap) en vertrok hij als handelsagent naar het Congogebied, waar hij als hoofdagent gestationeerd werd in de factorij Landana in Cabinda. Zijn werk stelde hem in de gelegenheid een groot deel van het Neder-Congogebied te doorkruisen. Tijdens deze tochten legde hij privé een uitgebreide etnografische collectie aan, variërend van sculpturen tot kleding, van huisraad tot muziekinstrumenten en wapens. In 1885 was hij namens de NAHV aanwezig bij de Nederlandse strafexpeditie tegen de inwoners van Futila, een landstreek gelegen langs de kust van Cabinda, uitgevoerd door het schroefstoomschip Zr.Ms. Atjeh, onder kapitein ter zee J.A. Greve van de Koninklijke Marine. Nog hetzelfde jaar zond Hanken zijn etnografische verzamelingen naar het Genootschap Natura Artis Magistra ten behoeve van het Ethnographisch Museum Artis in Amsterdam.
Na zestien jaar, midden 1890, keerde Hanken wegens ziekte terug naar Nederland. Een jaar later trad hij in het huwelijk met de 21-jarige Gerardine Meulemans (Terhulpen, België, 1869 - Laren, 1945) met wie hij in 1892 een dochter kreeg, Elisabeth. In 1894 vertrok Hanken met vrouw en kind met SS Prins Willem III naar Suriname, waar hij per 1 januari 1895 aangesteld was als agent van de Koninklijke West-Indische Maildienst te Paramaribo. Na tien jaar keerde hij in 1905 met zijn gezin terug in Nederland. Na de scheiding van zijn vrouw in 1906 hertrouwde hij in 1908 met Adriana van Salk (Rotterdam 1858 - 1931). Hanken overleed op 28 april 1930 op 82-jarige leeftijd.